# Liste der Baudenkmäler in Wörnitz (Gemeinde)
Auf dieser Seite sind die Baudenkmäler in der mittelfränkischen Gemeinde Wörnitz zusammengestellt. Diese Tabelle ist eine Teilliste der Liste der Baudenkmäler in Bayern. Grundlage ist die Bayerische Denkmalliste, die auf Basis des Bayerischen Denkmalschutzgesetzes vom 1. Oktober 1973 erstmals erstellt wurde und seither durch das Bayerische Landesamt für Denkmalpflege geführt wird. Die folgenden Angaben ersetzen nicht die rechtsverbindliche Auskunft der Denkmalschutzbehörde.
 Diese Liste gibt den Fortschreibungsstand vom 15. April 2020 wieder und enthält 13 Baudenkmäler

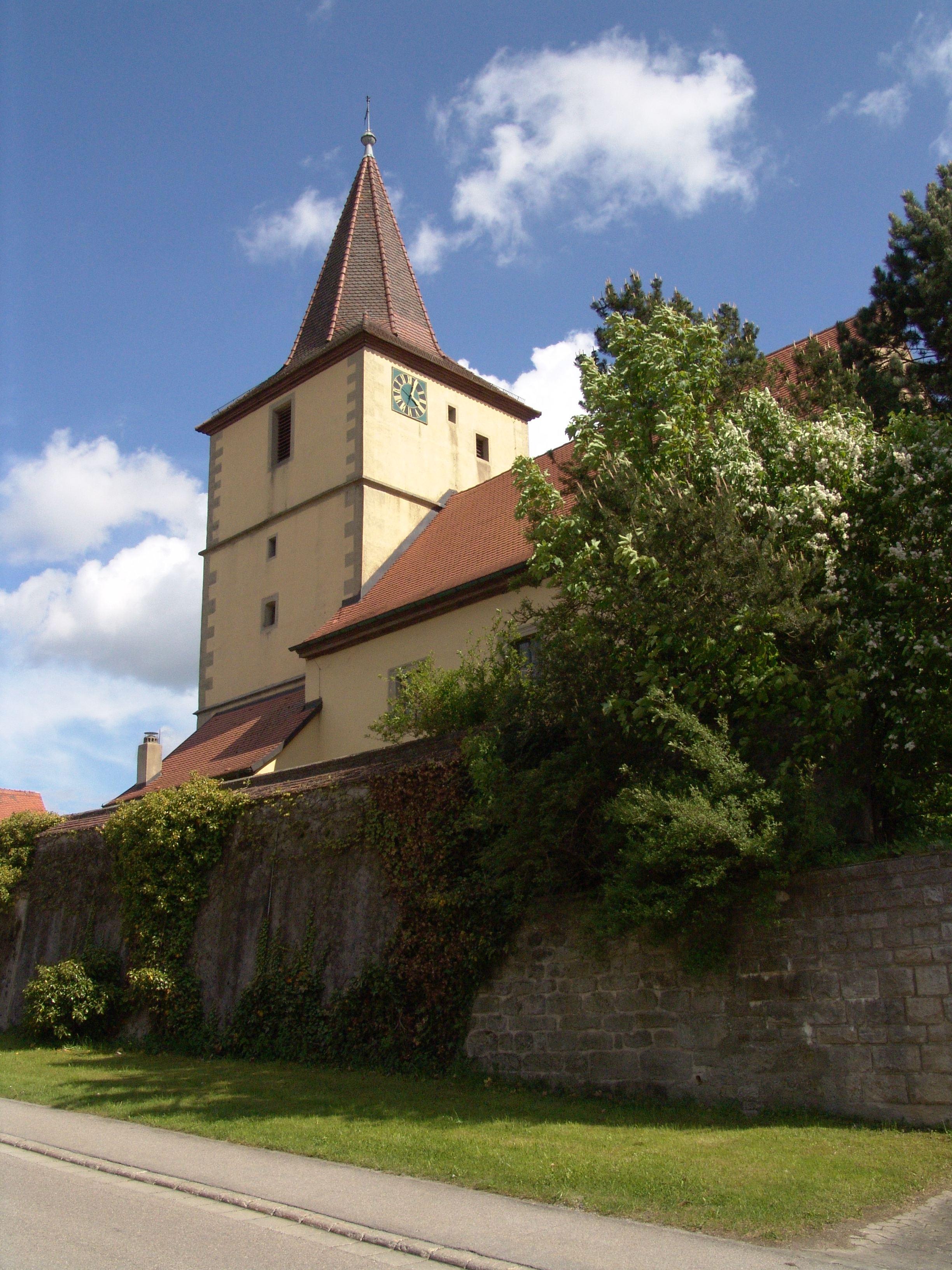
Erzberg: Pfarrkirche St. Gallus

## Grenzsteine
| Lage | Objekt      | Beschreibung | Akten-Nr.     | Bild |
| --- | ----------- | --- | ------------- | --- |
| Ulrichshäuser Hut; Löhle; Deutschbach; Schlund; Kottenbach; Langer Fürst; Schwander Berg; Sommerleite; Ebertsmühlwiesen; Hetzenfeld; Streicherfeld; Kellerberg; Wiesenfeld; Steinbach; Lachenfeld; St 2246; Im Oberen Grund; Rote Egert-Brünnlesranken-Sauhagranken-Dietrichsbuck; Gemeindeholz; Schleifweg; Hutwasen; Nutzung; Eiletsfeld; Schornberg; Roßkopf; Von Ziegelhaus nach Leipoldsberg; Bei der Höfstettermühle; Straßenfeld; Zwischen den Bächen; Hirtenbach; Seewiesen; Von Schorndorf nach Kloster Sulz; Hochstraße; Hirtenacker; Klosterberg; Hanswillenfeld; Hetzenbusch; Fünfzehnerholz; Mühlbach; Weiherfeld; Bergfeld; Winterhalde; Großer Grund; Steinwasenfeld; Schorndorfer Weg; Fetschenberg; Mühlwiese; Eiletsweg; Rößholz; Stückfeld; Leimbachfeld; Gastenfeldener Bach; Nähe Gastenfeldener Bach; Von Traisdorf nach Hagenau; Hoffeld; St 2249; Brändenstöck; Kugelholz; Erlbacher Mühlbach; Bauernfeld; Leimbach (Standort) | Grenzsteine | Auf der neuen Landesgrenze zwischen dem Königlich Preußischen Fürstentum Ansbach und dem Fürstentum Hohenlohe-Schillingsfürst, Stelen aus Sandstein, oben abgerundet, bez. PG/HG, versetzt 1804, zum Teil umgearbeitete ältere Fraischsteine (Lage) (Lage) (Lage) (Lage) (Lage) (Lage) (Lage) (Lage) (Lage) (Lage) (Lage) (Lage) (Lage) (Lage) (Lage) (Lage) (Lage) (Lage) (Lage) (Lage) (Lage) (Lage) (Lage) (Lage) (Lage) (Lage) (Lage) (Lage) (Lage) (Lage) (Lage) (Lage) (Lage) (Lage) (Lage) (Lage) (Lage) (Lage) (Lage) (Lage) (Lage) (Lage) (Lage) (Lage) (Lage) (Lage) (Lage) (Lage) (Lage) (Lage) (Lage) (Lage) (Lage) (Lage) (Lage) (Lage) (Lage) (Lage) (Lage) (Lage) | D-5-71-228-15 | [[Vorlage:Bilderwunsch/code!/C:49.24549,10.2671!/D:Ulrichshäuser Hut; Löhle; Deutschbach; Schlund; Kottenbach; Langer Fürst; Schwander Berg; Sommerleite; Ebertsmühlwiesen; Hetzenfeld; Streicherfeld; Kellerberg; Wiesenfeld; Steinbach; Lachenfeld; St 2246; Im Oberen Grund; Rote Egert-Brünnlesranken-Sauhagranken-Dietrichsbuck; Gemeindeholz; Schleifweg; Hutwasen; Nutzung; Eiletsfeld; Schornberg; Roßkopf; Von Ziegelhaus nach Leipoldsberg; Bei der Höfstettermühle; Straßenfeld; Zwischen den Bächen; Hirtenbach; Seewiesen; Von Schorndorf nach Kloster Sulz; Hochstraße; Hirtenacker; Klosterberg; Hanswillenfeld; Hetzenbusch; Fünfzehnerholz; Mühlbach; Weiherfeld; Bergfeld; Winterhalde; Großer Grund; Steinwasenfeld; Schorndorfer Weg; Fetschenberg; Mühlwiese; Eiletsweg; Rößholz; Stückfeld; Leimbachfeld; Gastenfeldener Bach; Nähe Gastenfeldener Bach; Von Traisdorf nach Hagenau; Hoffeld; St 2249; Brändenstöck; Kugelholz; Erlbacher Mühlbach; Bauernfeld; Leimbach, Grenzsteine!/\|BW]] |

## Baudenkmäler nach Gemeindeteilen

### Wörnitz
| Lage                                  | Objekt                                           | Beschreibung | Akten-Nr.              | Bild           |
| ------------------------------------- | ------------------------------------------------ | --- | ---------------------- | -------------- |
| Georg-Ehnes-Platz 1 (Standort)        | Ehemaliges Pfarrhaus                             | Zweigeschossiger Satteldachbau mit Fachwerkteilen über massivem Erdgeschoss, Ecklisenen, Giebelgesimsen und Fensterrahmungen in Haustein, 1682 (dendrochronologisch datiert) | D-5-71-228-1           | BW             |
| Georg-Ehnes-Platz 1 (Standort)        | Scheune                                          | Erdgeschossiger Fachwerkbau mit Mansardsatteldach, 1783 (dendrochronologisch datiert) | D-5-71-228-1 zugehörig | BW             |
| Georg-Ehnes-Platz 3 (Standort)        | Evangelisch-lutherische Pfarrkirche Sankt Martin | Chorturmkirche, Saalbau mit eingezogenem Rechteckchor im Turm mit verzahnter Eckquaderung, Gurtgesimsen und Spitzhelm, Hausteineinfassung um die Wandöffnungen und Sakristeianbau nördlich am Turm, Turmunterbau „1519“ (bezeichnet), Neubau des Kirchenschiffs 1709, 1812 Turm bis auf das Erdgeschoss erneuert, mit Ausstattung | D-5-71-228-3           | weitere Bilder |
| Georg-Ehnes-Platz 3 (Standort)        | Friedhofsmauer                                   | Bruchsteinmauerwerk, im Kern wohl spätmittelalterlich | D-5-71-228-3           | weitere Bilder |
| Georg-Ehnes-Platz 3 (Standort)        | Abmauerung                                       | Mit eingelassenen Grabsteinen, zweite Hälfte 19. Jahrhundert | D-5-71-228-3           | weitere Bilder |
| Rothenburger Straße (Standort)        | Ehemaliges Flachsbrechhaus                       | Erdgeschossiger Satteldachbau mit Hausteinelementen, um 1800 | D-5-71-228-2           | BW             |
| Schillingsfürster Straße 5 (Standort) | Friedhofsmauer                                   | Quadermauerwerk mit gefelderten, neugotischen Torpfeilern, Anfang 20. Jahrhundert | D-5-71-228-5           | BW             |
| Schützenstraße 1 (Standort)           | Wohnstallhaus                                    | Erdgeschossiger Satteldachbau mit Wohnteil in Fachwerk und massivem Stallteil, um 1800 | D-5-71-228-4           | Wohnstallhaus  |
| Schützenstraße 1 (Standort)           | Scheune                                          | Fachwerkbau mit Krüppelwalmdach, wohl Mitte 19. Jahrhundert, später nach Westen erweitert | D-5-71-228-4           | BW             |

### Arzbach
| Lage                  | Objekt        | Beschreibung | Akten-Nr.    | Bild |
| --------------------- | ------------- | --- | ------------ | ---- |
| Arzbach 13 (Standort) | Wohnstallhaus | Wohnteil zweigeschossig mit Satteldach, Hausteinelementen und Fachwerkteilen, daran T-förmig angeschlossen der erdgeschossiger Stallteil mit Satteldach, Mitte 19. Jahrhundert | D-5-71-228-6 | BW   |

### Erzberg
| Lage                  | Objekt                                           | Beschreibung | Akten-Nr.     | Bild           |
| --------------------- | ------------------------------------------------ | --- | ------------- | -------------- |
| Erzberg 6 (Standort)  | Wappenrelief                                     | 1778 | D-5-71-228-10 | Wappenrelief   |
| Erzberg 8 (Standort)  | Ehemaliges Wohnstallhaus                         | Erdgeschossiger Satteldachbau mit Wohnteil in Fachwerk und Zwerchhäusern, um 1800, Stallteil im 19. Jahrhundert erweitert oder erneuert | D-5-71-228-9  | BW             |
| Erzberg 32 (Standort) | Evangelisch-lutherische Pfarrkirche Sankt Gallus | Chorturmkirche, Saalbau mit eingezogenem Rechteckchor im Turm mit Geschossgesimsen und Spitzhelm, verzahnter Eckquaderung und Fenstergewände aus Haustein, Turm 14. Jahrhundert, Erneuerung des Langhauses 1722, Westvorzeichen modern, mit Ausstattung | D-5-71-228-7  | weitere Bilder |
| Erzberg 32 (Standort) | Friedhofsmauer                                   | Bruchsteinmauer, im Kern mittelalterlich | D-5-71-228-7  | weitere Bilder |

### Mühlen
| Lage                 | Objekt                   | Beschreibung | Akten-Nr.     | Bild |
| -------------------- | ------------------------ | --- | ------------- | ---- |
| Mühlen 20 (Standort) | Ehemaliges Wohnstallhaus | Hofhaus, erdgeschossiger Fachwerkbau mit Satteldach und massivem Stallteil, um 1700, Stallteil zweite Hälfte 19. Jahrhundert | D-5-71-228-11 | BW   |

## Ehemalige Baudenkmäler
In diesem Abschnitt sind Objekte aufgeführt, die früher einmal in der Denkmalliste eingetragen waren, jetzt aber nicht mehr. Objekte, die in anderem Zusammenhang also z. B. als Teil eines Baudenkmals weiter eingetragen sind, sollen hier nicht aufgeführt werden. Aktennummern in diesem Abschnitt sind ehemalige, jetzt nicht mehr gültige Aktennummern.

| Lage                                | Objekt             | Beschreibung                                                | Akten-Nr.     | Bild |
| ----------------------------------- | ------------------ | ----------------------------------------------------------- | ------------- | ---- |
| Waldhausen Waldhausen 6 (Standort)  | Wohnstallhaus      | Mit Fachwerkwohnteil im Obergeschoss, bezeichnet mit „1722“ | D-5-71-228-12 | BW   |
| Waldhausen Waldhausen 14 (Standort) | Krüppelwalmdachbau | Mit Fachwerkobergeschoss, 1692                              | D-5-71-228-13 | BW   |